# الفن النووي

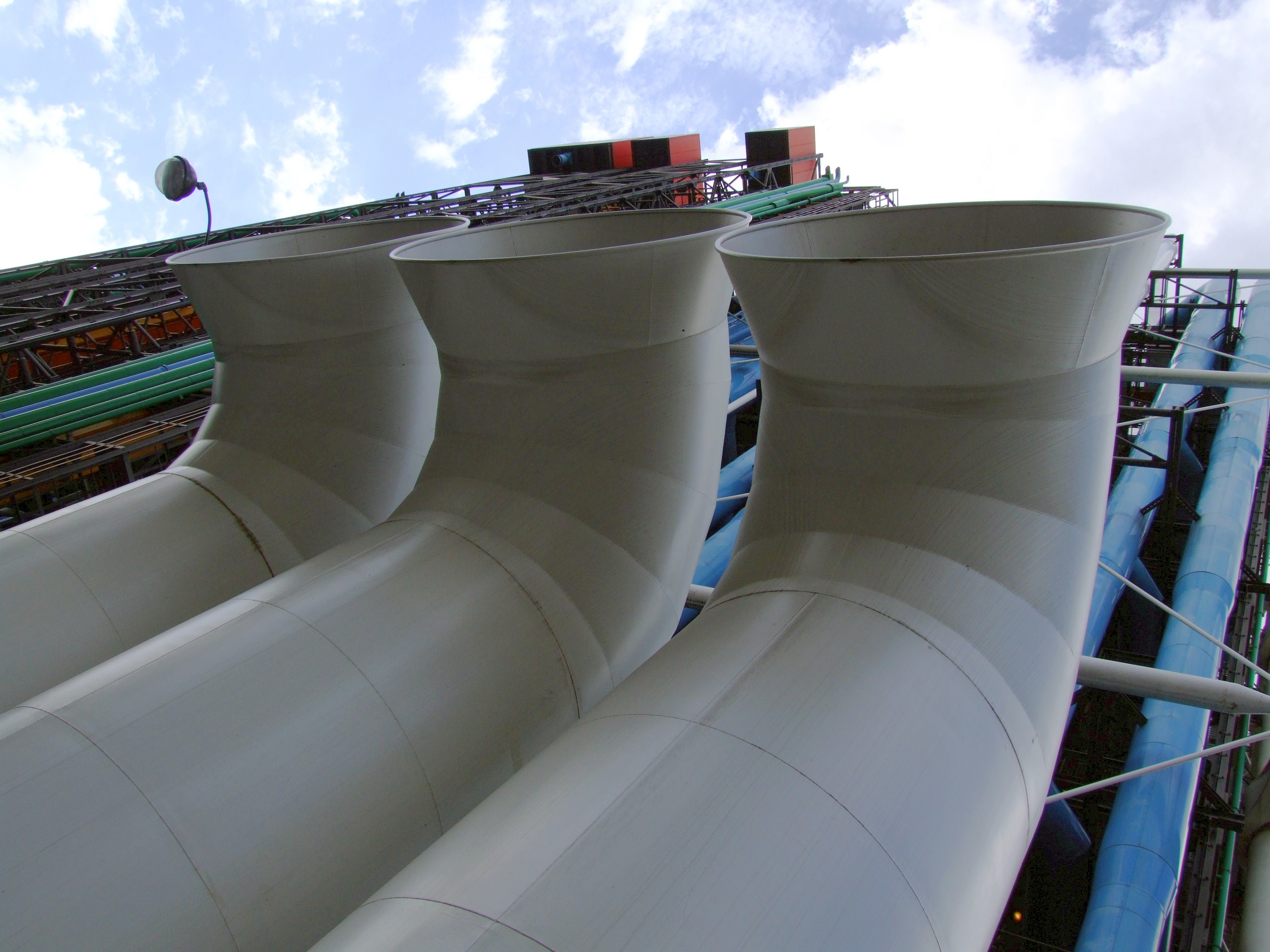
مركز بومبيدو

الفن النووي هو نزعة فنية طورها بعض الفنانين والرسامين بعد تفجيرات هيروشيما وناجازاكي.

## المفهوم والتصور
في الأيام والأسابيع والسنوات التي تلت القصف الذري لليابان بدأ الفنانون المدربون وغير المدربين الذين نجو من التفجيرات في توثيق تجاربهم بواسطة الأعمال الفنية.
سيطرت الولايات المتحدة على نشر الصور ولقطات الأفلام لهذه الأحداث في حين واصل المصورون والفنانون على الأرض تقديم تمثيل مرئي لآثار الحرب النووية.
بدأ المصور يسوكي ياماهاتا التقاط صور لناجازاكي في 10 أغسطس 1945 (اليوم التالي للتفجير) ومع ذلك لم يتم نشر صور للضحايا حتى عام 1952 عندما نشرتها مجلة أساهي جرافو.

### الفن النووي التاريخي في إيطاليا
في عام 1948 نشرت حركة إيسمو الفنية بيانا يوضح بعض جوانب العصر الذري وفي الوقت نفسه تنتقد الاستخدام الصناعي للطاقة النووية.

### الفن النووي التاريخي في اسبانيا
في غضون ذلك نشر الرسام الإسباني سلفادور دالي البيان الصوفي عام 1951 حيث جمع التصوف الكاثوليكي والمواضيع النووية.

### الفن النووي التاريخي في فرنسا
في عام 1949 بدأ الفنان الفرنسي برنارد لورجو رسم أعماله الفنية الضخمة «العصر الذري». انتهت اللوحة بعد عام وتقع الآن في مركز جورج بومبيدو.

### الفن النووي التاريخي في الولايات المتحدة
الرسام والمصور يوجين فون بروينشينهين رسم العمل الفني «العصر الذري» في عام 1955 وغيرها من لوحات نهاية العالم وما بعد نهاية العالم حتى عام 1965.

### الفن النووي التاريخي في المملكة المتحدة
قام النحات البريطاني هنري مور بإنشاء تمثال برونزي عام بعنوان الطاقة النووية (نحت) (1967) يصور وفيات الأسلحة النووية ويحتفل باختراع الطاقة النووية لاستخدامها كقوة كهربائية. يقع التمثال على أراضي جامعة شيكاغو والتمثال على شكل سحابة هجينة وجمجمة بشرية.